# Dave Abbruzzese
David James „Dave” Abbruzzese (ur. 17 maja 1968 w Stamford) – amerykański perkusista. 
Abbruzzese współpracował z takimi wykonawcami jak Pearl Jam, Green Romance Orchestra, Nicklebag, Stevie Salas, Eddie Vedder, Stone Gossard, Jeff Ament, Marilena Paradisi, Simone Ciammarughi, Grace, Patty Pravo, John DeServio, Juliet Prater, Pierre de Beauport, Zack Alfred, Brian Tichy, Doug Wimbish, T.M. Stevens, Kevin Smith, Hairy Apes BMX, Bernard Fowler czy Tim Murray.

## Życiorys
Urodził się w Stamford w Connecticut jako syn Catherine i Franka Abbruzzese. Jego ojciec był pochodzenia włoskiego, dziadek ze strony matki był Litwinem, a babcia ze strony matki miała korzenie francuskie, niemieckie, irlandzkie, szkockie i walijskie. Dorastał w Teksasie. Porzucił szkołę średnią w młodym wieku i zaczął skupiać się na muzyce. Po drodze założył ze swoimi kumplami zespół o nazwie Dr. Tongue. W 1991 otrzymał telefon od przyjaciela perkusisty Matta Chamberlaina, którego znał z teksańskiej sceny muzycznej, w sprawie zastąpienia go w zespole Pearl Jam, kiedy odszedł. 
Dave Abbruzzese wyjechał do Seattle, aby spotkać się i zapoznać z Pearl Jam. Chociaż jego upodobania muzyczne znacznie różniły się od Pearl Jam, postanowił zająć miejsce za zestawem perkusyjnym Drum Workshop 23 sierpnia 1991. Grał z Pearl Jam do 17 kwietnia 1994, na albumach – Vs. (1993) i Vitalogy (1994), w Unplugged MTV, Saturday Night Live (1994), teledysku do „Even Flow” (1992), a także w trasach koncertowych Pearl Jam 1993 European and North American Tour.
Utwory jego autorstwa znalazły się w produkcjach filmowych, w tym „Not For You” w dokumentalnym Hype! (1996), „W.M.A.” w grze komputerowej Pro Surfer (2002), „Daughter (Remastered)” w odcinku serialu 1993 (2017) i „Daughter” w sensacyjnej komedii przygodowej Kevina Smitha Jay i Cichy Bob powracają (Jay and Silent Bob Reboot,  2019).